# Lophura imperialis
Il fagiano imperiale (Lophura imperialis) è un fagiano blu scuro di medie dimensioni, lungo fino a 75 cm, con una zona di pelle nuda rossa sulla faccia, una cresta blu, zampe porpora e piumaggio lucido. La femmina è bruna con una corta cresta erettile e la coda e le primarie nerastre.
Il fagiano imperiale si trova nelle foreste del Vietnam e del Laos. Il suo aspetto ricorda quello di un altro enigmatico uccello del Vietnam, il fagiano vietnamita, ma è di dimensioni più grosse, ha la coda più lunga e la cresta e la coda blu scuro. La specie più piccola ha la cresta e le piume centrali della coda bianche.
Noto in origine solamente a partire da una coppia portata viva in Europa da Jean Théodore Delacour nel 1923, questa specie venne riscoperta nel 1990, quando un maschio immaturo rimase nella trappola di un coltivatore di rattan. Un altro maschio immaturo venne catturato nel febbraio 2000.
Questo raro uccello non è considerato una specie vera e propria, ma un ibrido naturale tra il fagiano vietnamita e la sottospecie annamensis del fagiano argentato.